# Mogok
Mogok (birmà မိုးကုတ်) és una ciutat del districte de Pyin Oo Lwin, a la divisió de Mandalay a Birmània (Myanmar), amb una població estimada de 150.000 habitants (el 1901 eren 6.078 habitants, però uns 15.000 amb els de la rodalia), a uns 200 km al nord de Mandalay i 1.170 metres d'altitud, a 22° 55′ N, 96° 30′ E / 22.917°N,96.500°E a 58 km a l'est de l'Irauadi. La població és majoritàriament bamar, amb minories de xans, lisus, palaungs, karens i xinesos. La ciutat té reputació per les seves pedres precioses especialment robis i safirs però també lapislàtzuli, granates, periodites i pedres de lluna; el mercat d'aquestes pedres és a Mogok i no pot ser visitat per estrangers sense un permís especial; la zona de la vall de Mogok, les muntanyes al nord de la ciutat, produeix robis de color sang i safirs blaus. Les condicions de treball són pèssimes i els treballadors sovint estant drogats per aguantar i produir més.

## Història
Sota domini britànic Mogok, formada per una col·lecció de pobles petits, fou la capital del districte de Mines de Robins (Ruby Mines District)a l'Alta Birmània. Estava dividida en nou barris i no fou municipi fins al segle xx. Fou la seu de la Ruby Mines Company.